# Wolfgang Bender (Ethnologe)
Wolfgang Bender (* 30. März 1946 in Mallersdorf) ist ein deutscher Ethnologe. Er ist seit 2013 Honorarprofessor an der Universität Bayreuth und forscht in den Bereichen moderner afrikanischer Musik, Kunst und Literatur. Er gründete drei ethnomusikologische Archive an deutschen Universitäten. Seit 2014 betreut er sein eigenes Bembeya Archiv für die Musik und die Kulturen Afrikas in der Nordwestpfalz.

## Leben
Bender verbrachte schon als Schüler mehr als ein Jahr in Nigeria und begeisterte sich für Musik und Kunst der Epoche der Unabhängigkeit. Er studierte von 1968 bis 1978 Ethnologie mit dem Schwerpunkt modernes Afrika an der Universität Frankfurt am Main. Er besuchte dort u. a. auch die Veranstaltungen des deutschen Afrika-Literatur Übersetzers und „Promoters“ Janheinz Jahn. Zwischenzeitlich ging er mit einem DAAD-Stipendium nach London an die School of Oriental and African Studies (1972/73), um die Yoruba-Sprache zu erlernen. 1973/74 folgte ein Forschungsaufenthalt in Nigeria, dessen Ergebnisse in die Dissertation mündeten: Kolonialismus, Bewußtsein und Literatur in Afrika. Zur Veränderung des Bewusstseins der Yoruba in Westnigeria durch den Kolonialismus von 1850 bis heute, aufgezeigt an literarischen Dokumenten, insbesondere an Beispielen aus der Oralliteratur.

## Archive und Forschungen
1980 bis 1986 baute er das Iwalewahaus, das Afrika-Zentrums der Universität Bayreuth zusammen mit Ulli Beier auf, dem er den Zugang zur populären Kunst und Literatur Afrikas verdankt. Neben der Ausstellungstätigkeit am Iwalewahaus (u. a. der erstmaligen Präsentation der 1980 für das Übersee-Museum in Bremen erworbenen Rastafari-Kunstsammlung) erfolgte dort der Aufbau eines Musikarchivs für moderne Musik aus Afrika.
1986 bis 2008 war er am Institut für Ethnologie und Afrikastudien der Universität Mainz tätig, wo er 1991 das Archiv für die moderne afrikanische Musik (AMA) gründete. Zahlreiche Forschungsreisen in afrikanische Länder und Veröffentlichungen.
Der Ethnologe Gerhard Kubik übte besonders über seine musikethnologischen Arbeiten erheblichen Einfluss auf die Forschungstätigkeit von Wolfgang Bender aus.
Regionale Schwerpunkte: Westafrika: Sierra Leone, Nigeria; Zentralafrika: Kongo/Zaire; Ostafrika: Äthiopien, Kenia, Tansania; Südl. Afrika: Sambia, Simbabwe, Malawi, Südafrika; Lusophones Afrika: Angola, Mosambik. Anglophone Karibik.
Forschungsschwerpunkte: frühe Schallplattenproduktionen in afrikanischen Ländern, populäre Kunst und Kulturen in Afrika, Afrika in Europa, afrikanische Musikfestivals in Europa.
Die Bedeutung der griechischen Kaufleute im Entstehungsprozess der kongolesischen Tanzmusik der 1940er Jahre wurde durch seine Zusammenarbeit mit den Gründern des Schallplatten-Labels Ngoma im Belgischen Kongo, den Gebrüdern Jeronimides, mit seinen Forschungen an die Öffentlichkeit gebracht.
Sein Buch Sweet Mother. Moderne afrikanische Musik war das erste Überblickswerk zur populären Musik in Afrika in Deutschland, und die amerikanische Übersetzung wurde in den USA an den Universitäten zum Standardwerk.
1998 wurde er am Institut für Kultur- und Sozialanthropologie der Universität Wien mit der Habilitationsschrift: Der nigerianische Highlife. Musik und Kunst in der populären Kultur der 50er und 60er Jahre habilitiert.
In Äthiopien nach 2000 konnte er in enger Zusammenarbeit mit Tadele Yidnekatchew, dem Enkel des Musikers Tessema Eshete, der 1908 bis 1910 in Berlin ca. 17 Schellackplatten bei Beka/Odeon herausgebracht hatte, einen Beitrag zur Musikgeschichte Äthiopiens leisten.
2008 bis 2011 war er Gründungsdirektor des Center for World Music an der Stiftung Universität Hildesheim. Das verband ihn mit dem Leben und Werk des Musikethnologen Wolfgang Laade, dessen Sammlung dort archiviert und digitalisiert wird. Seit 2013 ist er als Honorarprofessor mit dem Iwalewahaus der Universität Bayreuth assoziiert und baut das private Bembeya Research Institute for African Music and Culture in Desloch bei Meisenheim auf.
Die umfangreichen Publikationen von Wolfgang Bender spiegeln seine Forschungsinteressen wider: Sie befassen sich mit Themen aus den Bereichen populärer Kultur, wie Frisuren, Kleidung/Stoffe, Malerei, Literatur und vor allem Musik.

## Sicherung aufgenommener afrikanischer Musik
- 1986: Überspielung des gesamten Schellackplattenbestands des Rundfunkarchivs der Sierra Leone Broadcasting Service (SLBS) – heute Corporation: SLBC – mit Mitteln des Kulturerhalts des Auswärtigen Amts. Darauf weitere Projekte mit Unterstützung des Kulturerhalts, vorwiegend Digitalisierungen:
- Ab 1990: Malawi in ca. Zweijahresabständen Erfassung von malawischer Musik (Kooperation mit Moya Aliya Malamusi, Oral Literature Research Programme);
- 1993–96: Ghana, Institute of African Studies Archive (Simeon Asiama);
- 1997: Nigeria, Archiv für Music Foundation of Nigeria (Bayo Martins);
- 2000: Jamaica, The Jamaican Folk Music Collection (Markus Coester);
- ab 2008: Ghana Broadcasting Corporation (GBC) (Markus Coester);
- seit 2012 Digitalisierung des Archivbestands der CRTV (Cameroon Radio and Television Service) (Joachim Oelsner).

## Ausstellungstätigkeit (Auswahl)
- 1980: Aufbau und Betreuung der Ausstellung der Sammlung Ulli Beier Neue Kunst in Afrika in Mainz am Mittelrheinischen Landesmuseum und an der Universität Bayreuth (Steno-Haus).
- 1980 – 1986 am Iwalewahaus, Bayreuth, neben anderen: 1982 Populäre Kunst Äthiopiens und 1984 Kunst der Rastafari Jamaikas. Letztere wurde anschließend in Tübingen, Erlangen, Recklinghausen, Berlin, am Völkerkundemuseum der Universität Zürich und von der Ethnographischen Abteilung des National Museums von Dänemark in Kopenhagen gezeigt. Ab Oktober 1985 gehörte die Rastafari-Ausstellung (bis 1990) zur ständigen Einrichtung des Übersee-Museums in Bremen.
- 1985: Einrichtung von zwei Wanderausstellungen Senegal bis Zambia - Neue Kunst aus Afrika und Populäre Kunst aus Freetown, Sierra Leone. 1986: Konzeption und Realisierung der Ausstellung Freetown Popular Art in Freetown.
- 1987: Liberia-Ausstellung im Völkerkunde Museum der Stadt Freiburg i. Breisgau.
- Juni 1987: Enjoy Yourself, Ausstellung populärer Malerei aus Freetown, Sierra Leone vom Völkerkunde Museum der Stadt Freiburg, Sammlung, Dokumentation und Realisierung.
- 1987: Freetown, Sierra Leone, Konzeption und Text für Foto-Ausstellung 200 Jahre Freetown.
- 1988: Ausstellung Afrikanischer Erinnerungsstoffe in der Deutschen Stiftung für Internationale Entwicklung (DSE), Bad Honnef. Sammlung, Dokumentation und Realisierung.
- 1988: Ausstellung Populäre Malerei aus Freetown, Sierra Leone in St. Gallen, Schweiz.
- 1987/88: Vorbereitung der Ausstellung Art from Another World am Völkerkunde Museum von Rotterdam. Entwicklung der Konzeption und Aufbau des Sierra Leone Teils.
- 1992: Rastafari-Kunst-Ausstellung am Haus der Kulturen der Welt in Berlin.
- 1991/92: Beteiligung an der Planung der Ausstellung von Bildern des kongolesischen, damals zairischen Künstlers ChCheri Sambari Samba in Frankfurt (Portikus), Basel (Kunsthalle) und München (Stadtmuseum).
- 1994: Ausstellung: Tingatinga. Moderne Quadratmalerei aus Tansania. Kulturhistorisches Museum Merseburg.
- 1995: Ausstellung: Szenen aus dem Alltagsleben von Quadratmalern aus Tansania. Kulturhistorisches Museum, Merseburg.
- 1995: Durchführung von zwei Projekten im Rahmen der Ausstellung Afrikanische Kunst des Völkerkundemuseums der Universität Zürich (Prof. Dr. M.Szalay): Cheri Samba (Zaire) und Sokari Douglas-Camp (Nigeria-London).
- 1996: Ausstellung: Textilkunst der Yoruba aus Nigeria. Frankfurter Hof, Mainz.
- 1996: Ausstellung: Tingatinga - Moderne Quadratmalerei aus Tansania. Afrikaribik, St. Gallen, Schweiz.
- 1998: Ausstellung: Erinnerungsstoffe aus Afrika. Rathaus in Fellbach.
- 2000: Century City, Tate Modern, London, Lagos-Sektion von :Okwui Enwezor/ :Olu Oguibe; Musik-Installation.
- 2001: The Short Century. Independence and Liberation Movements in Africa 1945-1994. München, Berlin, New York; von: Okwui Enwezor; Musik-Installation.

## Veröffentlichungen

### Schriften (Auswahl)
- Kolonialismus, Bewußtsein und Literatur in Afrika. Zur Veränderung des Bewusstseins der Yoruba in Westnigeria durch den Kolonialismus von 1850 bis heute, aufgezeigt an literarischen Dokumenten, insbesondere an Beispielen aus der Oralliteratur. Veröffentlichungen aus dem Übersee-Museum Bremen, 1980, Reihe F, Bremer Afrika-Archiv Bd. 10 (= Dissertation).
- mit K.Frederking (Hrsg.). Teer und Tempel, Gedichte und Texte aus Jamaica von Gil Tucker, Zürich: Unions Verlag 1980.
- Rastafari-Kunst aus Jamaika. (Hrsg.) Bremen: Edition Con1984
- Sweet Mother. Moderne afrikanische Musik. München: Trickster Verlag 1985
- Perspectives on African Music (Hrsg.), Bayreuth African Studies Series No. 9, 1989[2]
- Rastafari-Kunst aus Jamaika. (Hrsg.) Edition Con Berlin 1992[3]
- Der nigerianische Highlife. Musik und Kunst in der populären Kultur der 50er und 60er Jahre. Wuppertal: Edition Trickster im Hammer Verlag 2007.
- A Reader in Africa-Jamacain Music - Dance - Religion zusammen mit Marcus Coester (Hg.). Ian Randl Publishers. Kingston. Jamaica. 2015
- Das Werk des Lyrikers Christopher Okigbo, Nigeria, in seiner Bedeutung für das Weltdokumentenerbe. In: World Heritage and Arts Education (No. 13). Universität Paderborn. November 2015. S. 41–55. digitale Ausgabe (https://kw.uni-paderborn.de/fach-kunst/kunst-und-ihre-didaktik-malerei/internetzeitschrift-world-heritage-arts-education/)

### Schallplatten/CDs
- Sierra Leone Music. West African Gramophone Records Recorded in Freetown in the 1950s and early 60s. Berlin Zensor 1987. (als LP, CD und TK)
- Ngoma - The early Years 1948 - 1960. African Music Archive Mainz zus. mit Popular African Music, Frankfurt 1996. pamap 101. (als CD)
- Ngoma - souvenir ya l´indépendence. African Music Archive Mainz zus. mit Popular African Music, Frankfurt 1997. pamap 102. (als CD)
- Music in Ghana. Eine Auswahl traditioneller Musik aus dem Archiv des Institute of African Studies, University of Ghana, Legon. African Music Archive Mainz zus. mit Popular African Music, Frankfurt 1997. pamap 601. (als CD und TK)
- Donald Kachamba´s Kwela Band. African Music Archive Mainz zus. mit Popular African Music, Frankfurt 1999, pamap 103. (als CD)
- From Lake Malawi to the Zambezi. Moya Aliya Malamusi. Aspects of Music and Oral Literature in South-East Africa in the 1990s. African Music Archive Mainz zus. mit Popular African Music, Frankfurt 1999, pamap 602. (als CD und TK) (erhielt den Preis der Deutschen Schallplattenkritik, Juni 2000)
- Cabo Verde. Ilhas do Barlavento. Music from Sao Nicolau. Popular African Music, Frankfurt, Popular African Music Archive Production, 2000, pamap 603. (als CD)
- Ettu, Mento, Revival, Kumina… Recordings from The Jamaican Folk Music Collection Popular African Music Archive Production 2006, pamap 701/702. (as CD)
- Endangered traditions – Endangered creativity. A CD/DVD Documentation by Moya Aliya Malamusi. Popular African Music 2011, pamcwm 801.
- Musique du Cameroun. Doppel DC. CETV (Cameroun Radio Télélevision), Youndé. Popular african music. Frankfurt. Copam 810/811. 2016